# Nunca Máis
Nunca máis (en castellano, «Nunca más») fue una plataforma ciudadana y un movimiento activista español, originado en Galicia, para reclamar responsabilidades medioambientales, judiciales y políticas por el desastre del petrolero Prestige. Creada el 21 de noviembre de 2002, dos días después del accidente, su símbolo es una bandera gallega con fondo negro en lugar del blanco.

## Origen
La plataforma surgió como reacción popular contra la gestión de la catástrofe. A través de numerosas movilizaciones por todas las ciudades gallegas, los manifestantes reclamaron que Galicia fuese declarada «zona catastrófica» y se activasen las ayudas económicas para recuperar la zona, limpiar el vertido tóxico y compensar a los sectores afectados en una zona de tradición marítima. De igual modo, se pidieron condenas para los responsables del Prestige y medidas preventivas para evitar futuros desastres, pues ya hubo antes otros accidentes petroleros como el Urquiola (1976) y el Mar Egeo (1992). Al movimiento Nunca máis se llegaron a sumar más de 200 asociaciones vinculadas con la sociedad civil gallega, según datos de la propia formación.

## Actos de relevancia

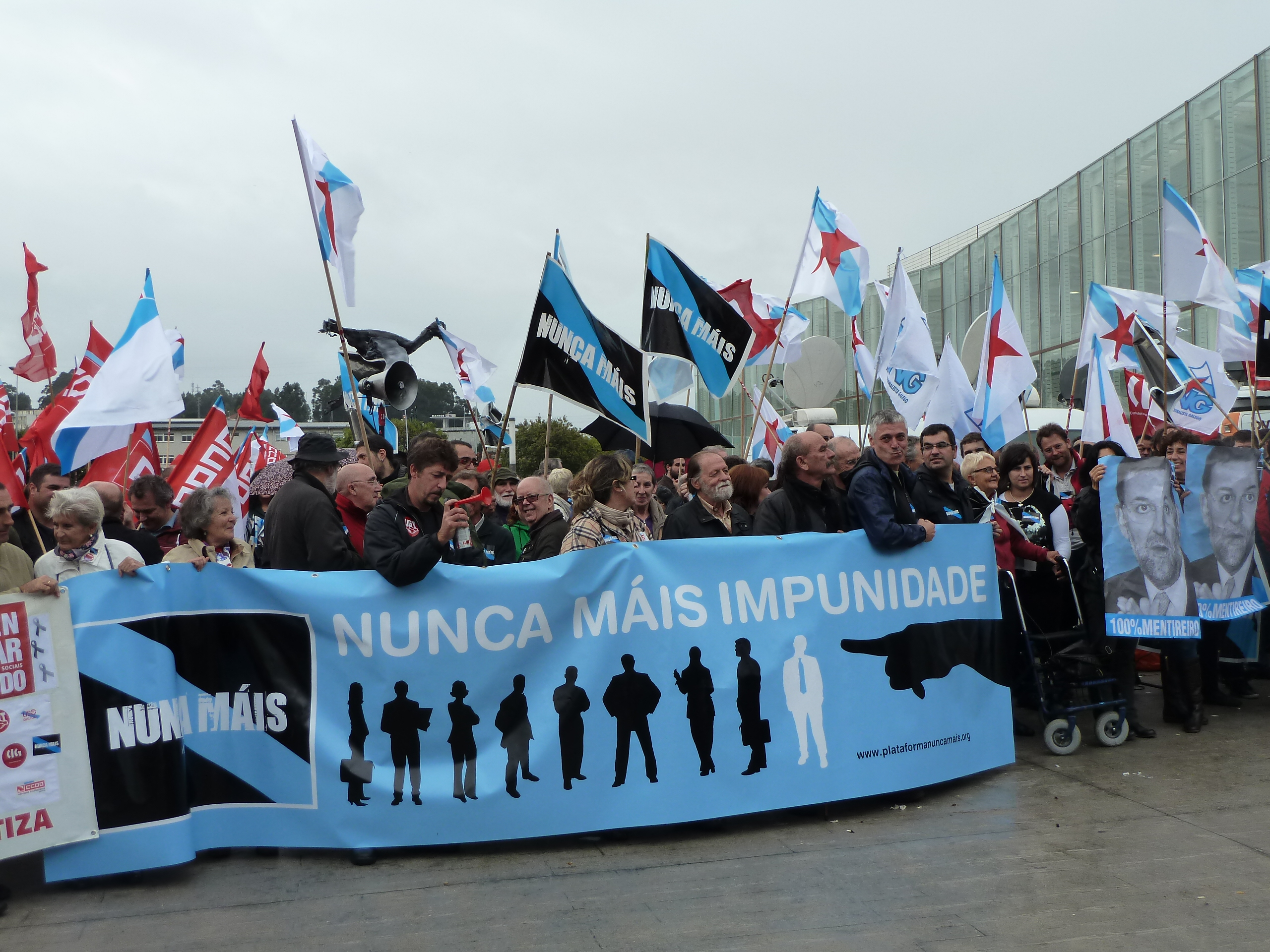
Manifestantes de Nunca Maís contra el desastre del Prestige, bajo el lema «Nunca más impunidad» (2012).

El acto más importante de la organización tuvo lugar el 1 de diciembre de 2002, cuando cerca de 200.000 personas se manifestaron en Santiago de Compostela bajo el lema Nunca máis, convocados por la plataforma del mismo nombre. El 23 de febrero de 2003, cien días después del hundimiento, se organizó otra marcha en la Puerta del Sol de Madrid a la que acudieron 240.000 personas. También hubo críticas a la gestión política que llevaron a cabo la Junta de Galicia, encabezada por Manuel Fraga, y el Gobierno de España liderado por José María Aznar (presidente) y Mariano Rajoy (vicepresidente).

## Reconocimiento
Con el paso del tiempo, Nunca máis se ha reconvertido en un movimiento contra toda clase de desastres ecológicos en Galicia. El 11 de agosto de 2006 se produjo su reactivación para protestar contra la oleada de incendios forestales que estaban sacudiendo Galicia, la gran mayoría provocados. El 20 de agosto del mismo año convocaron una manifestación en Santiago de Compostela contra el «terrorismo incendiario» en la que reclamaron más medios preventivos.
Después de conocerse la sentencia del Prestige en 2013, en la que ninguno de los acusados a cargo del petrolero fue encontrado culpable de delito ecológico, la plataforma mostró su total rechazo a la misma y organizó concentraciones en señal de protesta.

## Lectura adicional
- Gómez, Luis; Ordaz, Pablo (3 de junio de 2003). «La crónica negra del Prestige». El País.